# Orchestra sinfonica di Mulhouse
L'Orchestra sinfonica di Mulhouse è un'orchestra sinfonica francese composta da circa 60 strumentisti.

## Storia
L'orchestra sinfonica di Mulhouse ebbe origina dalla piccola orchestra municipale fondata nel 1867 nella città alsaziana. Nel 1972 divenne Orchestre Régional de Mulhouse, e quindi, nel 1979, Orchestre Symphonique du Rhin e infine Orchestra sinfonica di Mulhouse.
La sua attività annuale è divisa tra la stagione lirica all'Opéra national du Rhin (alternandosi con l'Orchestra filarmonica di Strasburgo) e una stagione di musica sinfonica. I suoi concerti hanno luogo alla Filature a Mulhouse, sua città di residenza.

## Direttori musicali dal 1975
- Paul Capolongo (1975-1985)
- Luca Pfaff (1986-1996)
- Cyril Diederich (1996-2005)
- Daniel Klajner (2005-2011)
- Gwennolé Rufet (direttore musicale e artistico ad interim 2011-2013)
- Patrick Davin (nominato il 5 marzo 2012 per la stagione 2013-14)

## Discografia
- Glanzberg (Holocaust Lieder, Suite Yiddish), Roman Trekel (baritono) - direzione Daniel Klajner
- Airs d’opéras français et italiens (Rossini, Ponchielli, Leoncavallo, Saint-Saëns, Bizet) - Maria-Riccarda Wesseling (mezzosoprano), Victor Dernovski (primo violino), Urmas Tammik (violoncello), direzione Daniel Klajner
- Chansons de toujours (Plaisirs d’amour, Le Temps des cerises, La chanson des blés d’or…) - José Van Dam (baritono), direzione Cyril Diederich
- Strauss / Sonzogno (Valses, polkas et autres danses) - direzione Lucas Pfaff